# Museo italo americano

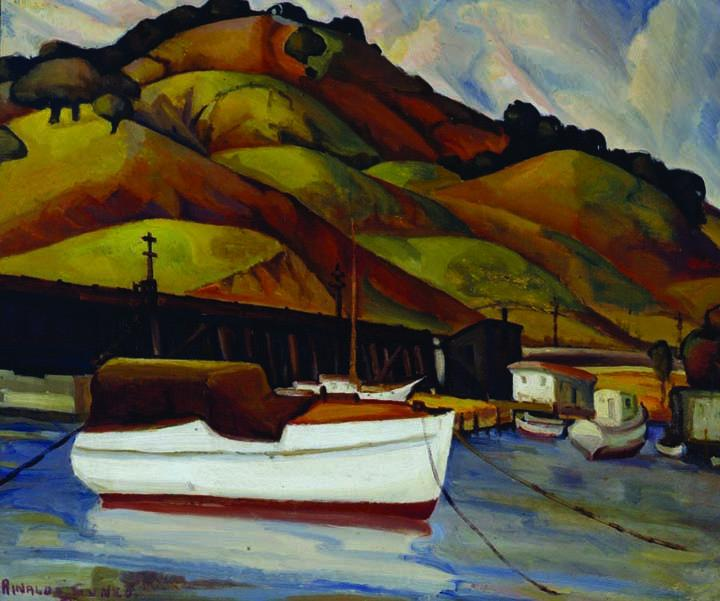
Dipinto di Rinaldo Cuneo, Colline della California con barca bianca (1930), olio su tela, Museo Italo Americano

Il Museo Italo Americano è un museo a San Francisco, in California, sulla storia, l'arte e la cultura degli italiani di San Francisco e degli italoamericani in generale.

## Storia
Il museo senza scopo di lucro è stato fondato da Giuliana Nardelli Haight il 17 agosto 1978, nell'edificio che ospita il celebre Caffe Malvina a North Beach. La prima esposizione del museo riguardò i dipinti di Paolo Emilio Bergamaschi e le sculture di Beniamino Bufano, Elio Benvenuto e Peter Macchiarini.
Nel corso degli anni '70 il museo fu brevemente ospitato al 678 Green Street a North Beach e nel 1985 fu trasferito al Fort Mason Center.
Oggi l'esposizione è costituita da una collezione permanente, che comprende opere di Beniamino Bufano, Francesco Clemente, Sandro Chia, Mimmo Paladino, e da mostre temporanee. Il museo offre anche una serie di corsi di lingua italiana, da principianti ad avanzati.